# Норбан (префект на Египет)
Вижте пояснителната страница за други личности с името Норбан.
Норбан (на латински: Norbanus) е префект на Египет през 91 – 92 или 93 – 94 г. по времето на римския император Домициан (81 – 96). Той постъпва на служба след Тит Петроний Секунд и е последван от Марк Юний Руф.
Той е вероятно роднина на Тит Флавий Норбан, който e преториански префект между 94 – 96 г. при император Домициан.